# دورا والأصدقاء
دورا والأصدقاء (بالإنجليزية: Dora and Friends)‏، هو مسلسل رسوم متحركة أمريكي من إنتاج الشركة الأمريكية للرسوم المتحركة الشهيرة وهي نكلوديون ونيك جونيور، استوديوهات نكلوديون للرسوم المتحركة بدأ عرضه في 14 أغسطس 2014 على قناة نكلوديون هذا المسلسل مقتبس من المسلسل الشهير مغامرات دورا ويتألف من موسم واحد تشمل 12 حلقة حالياً من أصل 20 حلقة عرضت حلقته التجريبية في عام 2011.

## روابط خارجية
- دورا والأصدقاء على موقع IMDb (الإنجليزية)
- دورا والأصدقاء على موقع روتن توميتوز (الإنجليزية)
- دورا والأصدقاء على موقع فيلمافينيتي (الإسبانية)
- دورا والأصدقاء على موقع كينوبويسك (الروسية)
- دورا والأصدقاء على موقع ألو سيني (الفرنسية)
- دورا والأصدقاء على موقع قاعدة بيانات الفيلم (الإنجليزية)